# Serkan Çayoğlu
Serkan Çayoğlu (Karlsruhe, 31 maggio 1987) è un attore e modello tedesco di origini turche, noto per aver interpretato il ruolo di Ayaz Dinçer nella serie Cherry Season - La stagione del cuore (Kiraz Mevsimi).

## Biografia
Serkan Çayoğlu è nato il 31 maggio 1987 a Karlsruhe (Germania), da madre Suna e da padre Ümit Çayoğlu, entrambi di origini turche; ha un fratello gemello che si chiama Erkan.
Dopo aver completato l'istruzione primaria e secondaria, ha deciso di iscriversi presso il dipartimento di economia dell'Università di Erlangen in Germania e proprio in questo periodo ha intrapreso anche il lavoro di modello. Terminati gli studi e conseguita la laurea, all'età di venticinque anni, ha deciso di trasferirsi a Istanbul con l'aspirazione di diventare attore, frequentando così corsi di recitazione nell'atelier diverse Tecniche moderne di Ümit Çırak e Dolunay Soysert. Nel 2012 ha iniziato la sua carriera di attore con il ruolo di Rafael nella serie Kuzey Güney. L'anno successivo, nel 2013, ha figurato nel videoclip del brano musicale Ya Ya Ya Ya della cantante turca Hande Yener. Nel 2013 e nel 2014 ha ricoperto il ruolo di Hakan nella serie Beni Böyle Sev.
Nel 2014 è stato scelto per vestire i panni dell'architetto Ayaz Dinçer, protagonista insieme al personaggio di Öykü Acar, interpretata da Özge Gürel, di Cherry Season - La stagione del cuore (Kiraz Mevsimi). Grazie a questo ruolo, si è aggiudicato tre premi, due di Miglior attore emergente e uno di Miglior attore di serie televisive. Visto il grande successo ottenuto dalla serie in patria e in altri Paesi in cui è stata esportata, è stata realizzata anche una seconda stagione. In Italia la serie è stata suddivisa in due parti, trasmesse su Canale 5 rispettivamente nei palinsesti estivi del 2016 e del 2017. In Italia è stato ospitato nei programmi Verissimo e C'è posta per te.
Nel 2016 ha ricoperto il ruolo del protagonista Demir Cerrahoğlu nella serie Love of My Life (Hayatımın Aşkı), accanto all'attrice Hande Doğandemir, mentre nel 2018 è tra i personaggi principali della miniserie Börü - Wolf (Börü), nel ruolo del militare Kaya Ülgen e nel film Börü diretto da Can Emre e Cem Özüduru. Dal 2018 al 2020 ha ricoperto il ruolo di Taci nella serie Kadın. Nel 2019 ha interpretato il ruolo di Cihangir Tepeli / Cihangir Karabulut nella serie Halka, mentre nel 2020 ha ricoperto il ruolo di Adem Sahin nella serie Yenı Hayat.
Nel 2021 e nel 2022 ha vestito i panni di Bereli / Ankaralı / Ali İhsan Cenkeri nella serie Kıbrıs: Zafere Doğru. Nel 2023 ha interpretato il ruolo di Serkan nel film Oh Belinda (Aaahh Belinda) diretto da Deniz Yorulmazer e quello di Hakan nel film Oregon diretto da Kerem Ayan. Nello stesso anno è stato scelto per interpretare il ruolo di Kerem Sipahioğlu nella serie Kader Bağları, accanto all'attrice Ayça Ayşin Turan. Nel 2024 ha ottenuto il ruolo di Maometto II nella serie Mehmed: Fetihler Sultanı.

## Vita privata
Dal 2014 è legato sentimentalmente all'attrice Özge Gürel, conosciuta sul set della serie Cherry Season - La stagione del cuore (Kiraz Mevsimi). Il 14 luglio 2022 i due si sono sposati in Germania alla presenza di parenti e amici intimi. Ad agosto dello stesso anno la coppia è convolata in seconde nozze a Verona.

## Filmografia

### Cinema
- Börü, regia di Can Emre e Cem Özüduru (2018)
- Oh Belinda (Aaahh Belinda), regia di Deniz Yorulmazer (2023)
- Oregon, regia di Kerem Ayan (2023)

### Televisione
- Kuzey Güney – serie TV, 2 episodi (Kanal D, 2012)
- Beni Böyle Sev – serie TV (TRT 1, 2013-2014)
- Zeytin Tepesi – serie TV, 7 episodi (Kanal D, 2014)
- Cherry Season - La stagione del cuore (Kiraz Mevsimi) – serie TV, 59 episodi (Fox, 2014-2015)
- Love of My Life (Hayatımın Aşkı) – serie TV, 17 episodi (Kanal D, 2016)
- Börü - Wolf (Börü) – miniserie TV, 6 episodi (Star TV, 2018)
- La forza di una donna (Kadin) – serie TV, 69 episodi (Fox, 2018-2020)
- Halka – serie TV, 19 episodi (TRT 1, 2019)
- Yenı Hayat – serie TV, 9 episodi (Kanal D, 2020)
- Kıbrıs: Zafere Doğru – serie TV, 24 episodi (TRT 1, 2021-2022)
- Kader Bağları – serie TV, 5 episodi (Fox, 2023)
- Mehmed: Fetihler Sultanı – serie TV (TRT 1, dal 2024)

### Videoclip
- Ya Ya Ya Ya di Hande Yener (2013)

## Doppiatori italiani
Nelle versioni in italiano dei suoi film e delle sue serie TV, Serkan Çayoğlu è stato doppiato da:
- Emanuele Ruzza[30] in Cherry Season - La stagione del cuore[31], in Börü - Wolf
- Riccardo Scarafoni[32] in Love of My Life[33]

## Riconoscimenti
- Pantene Golden Butterfly Awards
  - 2015: Candidato come Miglior coppia televisiva con Özge Gürel per la serie Cherry Season - La stagione del cuore (Kiraz Mevsimi)
  - 2016: Candidato come Miglior attore in una commedia televisiva per Love of My Life (Hayatımın Aşkı)
- Turkey Youth Awards
  - 2016: Candidato come Miglior attore televisivo per la serie Cherry Season - La stagione del cuore (Kiraz Mevsimi)
  - 2017: Candidato come Miglior attore televisivo per la serie Love of My Life (Hayatımın Aşkı)